# Brytyjskie Wyspy Dziewicze na Letnich Igrzyskach Olimpijskich 2020
Brytyjskie Wyspy Dziewicze na Letnich Igrzyskach Olimpijskich 2020 – występ kadry sportowców reprezentujących Brytyjskie Wyspy Dziewicze na igrzyskach olimpijskich, które odbyły się w Tokio w Japonii, w dniach 23 lipca - 8 sierpnia 2021 roku.
Reprezentacja Brytyjskich Wysp Dziewiczych liczyła trzech zawodników - dwie kobiety i mężczyznę, którzy wystąpili w 2 dyscyplinach.
Był to dziesiąty start Brytyjskich Wysp Dziewiczych na letnich igrzyskach olimpijskich.

## Reprezentanci

### Lekkoatletyka
Konkurencje biegowe
| Zawodnik       | Konkurencja            | Runda 1  | Runda 1 | Półfinał | Półfinał | Finał    | Finał   | Pozycja |
| Zawodnik       | Konkurencja            | Rezultat | Pozycja | Rezultat | Pozycja  | Rezultat | Pozycja | Pozycja |
| -------------- | ---------------------- | -------- | ------- | -------- | -------- | -------- | ------- | ------- |
| Kyron McMaster | Bieg na 400 m mężczyzn | 48.79    | 1. Q    | 48.26    | 1. Q     | 47.08    | 4.      | 4.      |

Konkurencje techniczne
| Zawodniczka    | Konkurencja       | Eliminacje | Eliminacje | Finał    | Finał   | Pozycja |
| Zawodniczka    | Konkurencja       | Rezultat   | Pozycja    | Rezultat | Pozycja | Pozycja |
| -------------- | ----------------- | ---------- | ---------- | -------- | ------- | ------- |
| Chantel Malone | skok w dal kobiet | 6.82       | 3. Q       | 6.50     | 12.     | 12.     |

### Pływanie
| Zawodnik       | Konkurencja              | Eliminacje | Eliminacje | Półfinał | Półfinał | Finał | Finał   | Pozycja |
| Zawodnik       | Konkurencja              | Czas       | Miejsce    | Czas     | Miejsce  | Czas  | Miejsce | Pozycja |
| -------------- | ------------------------ | ---------- | ---------- | -------- | -------- | ----- | ------- | ------- |
| Elinah Phillip | 50 m st. dowolnym kobiet | 25.74      | 2.         | NQ       | NQ       | NQ    | NQ      | 34.     |